# Leichtathletik-Weltmeisterschaften 2011/1500 m der Frauen

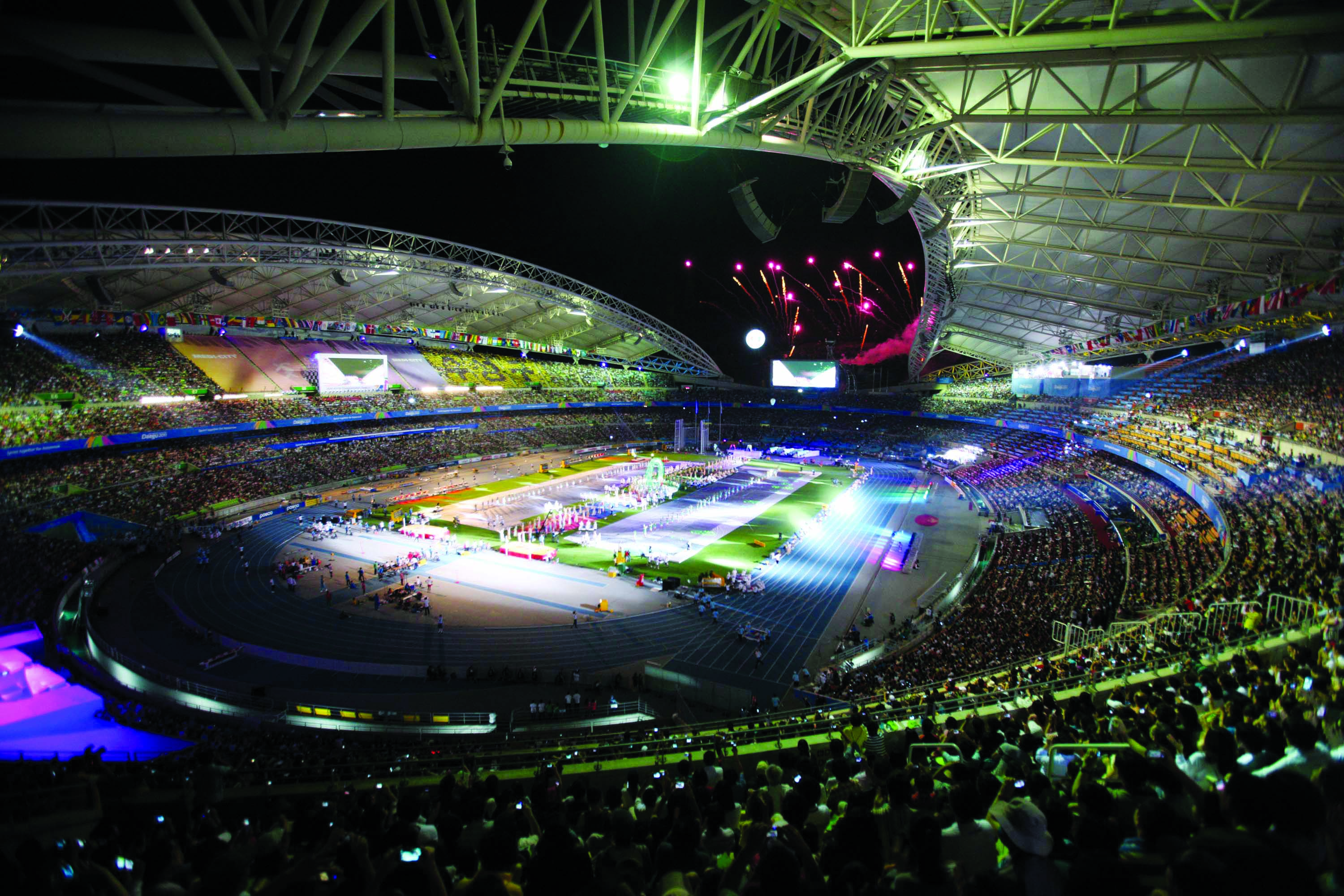
Das Daegu-Stadion im Jahr 2010

Der 1500-Meter-Lauf der Frauen bei den Leichtathletik-Weltmeisterschaften 2011 wurde vom 28. August und 1. September 2011 im Daegu-Stadion der südkoreanischen Stadt Daegu ausgetragen.
Weltmeisterin wurde die US-Amerikanerin Jenny Simpson. Sie gewann vor der Britin Hannah England. Bronze ging an die Spanierin Natalia Rodríguez, die bei den Weltmeisterschaften 2009 im Finale als Erste das Ziel erreicht hatte, kurze Zeit später jedoch disqualifiziert wurde, weil sie auf den letzten zweihundert Metern die führende Läuferin Gelete Burka bei einem Überholversuch schuldhaft zu Fall gebracht hatte.

## Bestehende Rekorde
| Weltrekord | 3:50,46 min | Qu Yunxia          | Peking, Volksrepublik China  | 11. mineptember 1993 |
| WM-Rekord  | 3:58,52 min | Tatjana Tomaschowa | WM 2003 in Paris, Frankreich | 31. August 2003      |

Der bestehende WM-Rekord wurde bei diesen Weltmeisterschaften nicht eingestellt und nicht verbessert. Alle Rennen wurden in mäßigem Tempo gelaufen und waren alleine auf den Spurt zugeschnitten. Die schnellste Zeit wurde mit 4:05,40 min im Finale durch Weltmeisterin Jenny Simpson erzielt.

## Doping
Dieser Wettbewerb war mit sieben Dopingfällen belastet, betroffen waren drei Russinen, zwei Ukrainerinnen, eine Belarussin und eine Türkin.

- Natalija Tobias, Ukraine, zunächst Neunte. Sie wurde zusammen mit zwei weiteren Sportlerinnen bei Nachtests zu diesen Weltmeisterschaften positiv getestet. In ihrem Fall wurden synthetische Hormone gefunden. Die drei betreffenden Athletinnen wurden für jeweils zwei Jahre gesperrt, die WM-Resultate der Ukrainerin von Daegu wurden annulliert.[2]
- Jekaterina Martynowa, Russland, im Halbfinale ausgeschieden. Im November 2016 stellte sich nach Auswertung des Biologischen Passes der Athletin Blutdoping heraus. Nach Entscheidung des Internationalen Sportgerichtshofs CAS wurden Martynowa Resultate vom 17. Juni 2011 bis 5. August 2015 annulliert. Außerdem erhielt sie eine dreijährige Sperre.[3]
- Aslı Çakır Alptekin, Türkei, im Halbfinale ausgeschieden. Sie musste als Wiederholungstäterin nach ihrem dritten Verstoß gegen die Antidopingbestimmungen – zuletzt mit überhöhten Werten im Blut – eine Sperre von acht Jahren bis 2021 hinnehmen, die jedoch aufgrund ihrer Mithilfe als Kronzeugin auf vier Jahre verkürzt wurde.[4] Ihr erster positiver Test datiert aus dem Jahr 2004, der zweite hatte die Annullierung aller ihrer Resultate von Juli 2010 bis Oktober 2012 durch den Internationalen Sportgerichtshof CAS zur Folge.[5]
- Olesja Syrewa, Russland, im Halbfinale ausgeschieden. Der russische Leichtathletikverband VFLA sperrte die Läuferin wegen eines abnormalen Hämoglobin-Profils, festgestellt aus ihrem Biologischen Pass, für zwei Jahre bis Februar 2015. Alle ihre seit dem 3. März 2011 erzielten Resultate wurden annulliert.[6]
- Natalja Jewdokimowa, Russland, im Halbfinale ausgeschieden. Gegen sie wurde wegen abnormaler Blutwerte eine vierjährige Sperre ausgesprochen, die am 14. April 2016 begann. Alle ihre zwischen dem 17. August 2009 und 29. Mai 2012 erzielten Ergebnisse wurden gestrichen.[7]
- Natallja Karejwa, Belarus, im Vorlauf ausgeschieden. Sie wurde wegen abnormaler Werte in ihrem Biologischen Pass vom August 2014 an für zwei Jahre gesperrt. Alle ihre Resultate vom 28. Juli 2010 an wurden annulliert.
- Anschelika Schewtschenko, Ukraine, im Vorlauf ausgeschieden. Ihr wurden wegen irregulärer Werte in ihrem Biologischen Pass alle vom 2. Juli 2011 bis 1. Juli 2013 erzielten Resultate aberkannt. Außerdem wurde sie für zwei Jahre bis zum 17. Februar 2015 gesperrt.[8]

Durch die gedopten Läuferinnen wurden insgesamt sechs Athletinnen benachteiligt, denen der Einzug in die jeweils nächste Runde verwehrt wurde. Unter Zugrundelegung der hier erzielten Resultate waren folgende Läuferinnen betroffen:
- Viola Jelagat Kibiwot, Kenia – über die Zeitregel für das Finale qualifiziert
- Genzeb Shumi, Bahrain – über ihre Platzierung für das Halbfinale qualifiziert
- Meskerem Assefa, Äthiopien – über die Zeitregel für das Halbfinale qualifiziert
- Lisa Dobriskey, Großbritannien – über die Zeitregel für das Halbfinale qualifiziert
- Isabel Macías, Spanien – über die Zeitregel für das Halbfinale qualifiziert
- Malika Akkaoui, Marokko – über die Zeitregel für das Halbfinale qualifiziert

## Vorrunde
Die Vorrunde wurde in drei Läufen durchgeführt. Die ersten sechs Athletinnen pro Lauf – hellblau unterlegt – sowie die darüber hinaus sechs zeitschnellsten Läuferinnen – hellgrün unterlegt – qualifizierten sich für das Halbfinale.

### Vorlauf 1
28. August 2011, 10:40 Uhr
| Platz | Name                     | Nation         | Zeit (min)                                         |
| ----- | ------------------------ | -------------- | -------------------------------------------------- |
| 1     | Hannah England           | Großbritannien | 4:13,45                                            |
| 2     | Mimi Belete              | Bahrain        | 4:13,50                                            |
| 3     | Siham Hilali             | Marokko        | 4:13,59                                            |
| 4     | Nancy Jebet Langat       | Kenia          | 4:14,37                                            |
| 5     | Shannon Rowbury          | USA            | 4:14,43                                            |
| 6     | Kalkidan Gezahegne       | Äthiopien      | 4:14,45                                            |
| 7     | Isabel Macías            | Spanien        | 4:14.75 eigentlich für das Halbfinale qualifiziert |
| 8     | Tandiwe Nyathi           | Simbabwe       | 4:32,79                                            |
| 9     | Nikki Hamblin            | Irland         | 4:36,70                                            |
| DOP   | Natalja Jewdokimowa      | Russland       | 4:14,34 für das Halbfinale zugelassen              |
| DOP   | Anschelika Schewtschenko | Ukraine        | 4:16,22                                            |

Im ersten Vorlauf ausgeschiedene Läuferinnen:

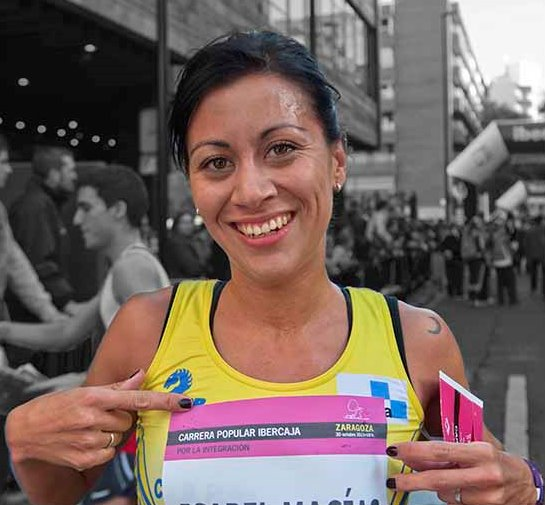
Isabel Macías – durch eine gedopte Läuferin nicht im Halbfinale
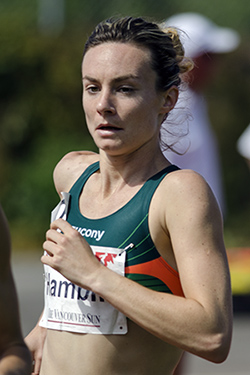
Nikki Hamblin Rang neun in 4:36,70 min
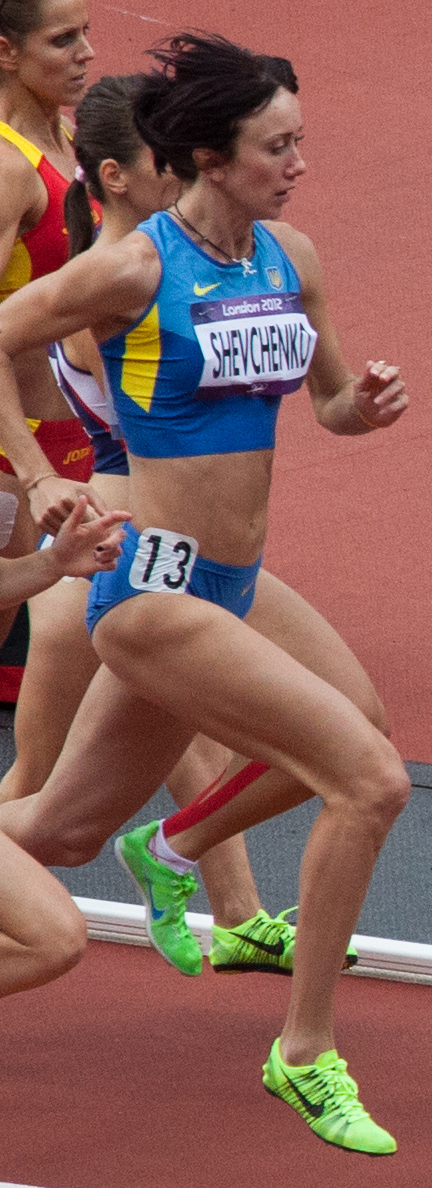
Anzhelika Shevchenko – als gedopte Athletin im Vorlauf gescheitert

### Vorlauf 2
28. August 2011, 10:50 Uhr
| Platz | Name                  | Nation         | Zeit (min)                                         |
| ----- | --------------------- | -------------- | -------------------------------------------------- |
| 1     | Tugba Karakaya        | Türkei         | 4:10,38                                            |
| 2     | Btissam Lakhouad      | Marokko        | 4:10,71                                            |
| 3     | Viola Jelagat Kibiwot | Kenia          | 4:10,74                                            |
| 4     | Natalia Rodríguez     | Spanien        | 4:10,76                                            |
| 5     | Jenny Simpson         | USA            | 4:10,84                                            |
| 6     | Genzeb Shumi          | Bahrain        | 4:12,32 eigentlich für das Halbfinale qualifiziert |
| 7     | Meskerem Assefa       | Äthiopien      | 4:12,43 eigentlich für das Halbfinale qualifiziert |
| 8     | Lisa Dobriskey        | Großbritannien | 4:12,70 eigentlich für das Halbfinale qualifiziert |
| 9     | Gladys Landaverde     | El Salvador    | 4:28,50                                            |
| DOP   | Natalija Tobias       | Ukraine        | 4:10,99 für das Halbfinale zugelassen              |
| DOP   | Olesja Syrewa         | Russland       | 4:11,24 für das Halbfinale zugelassen              |
| DOP   | Natallja Karejwa      | Belarus        | 4:12,03                                            |

Im zweiten Vorlauf ausgeschiedene Läuferinnen:

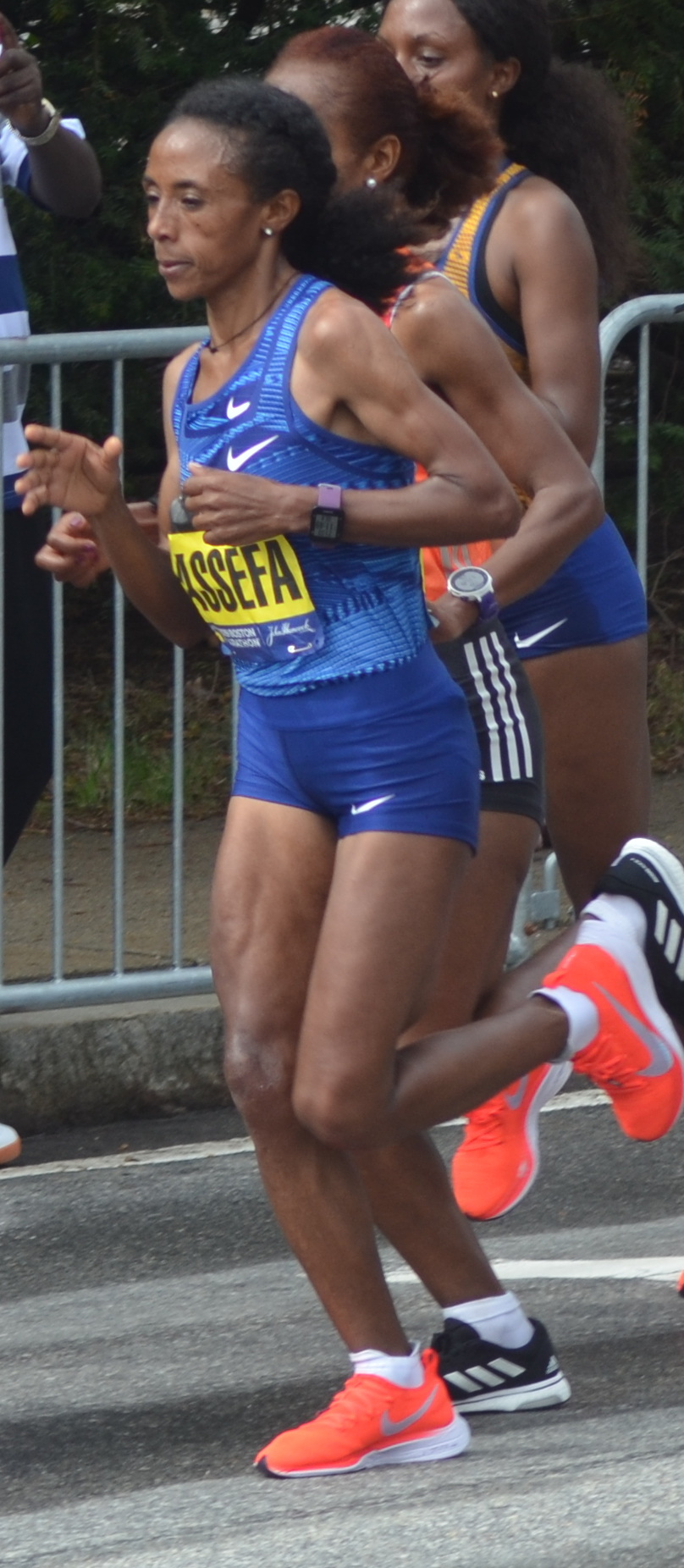
Meskerem Assefa scheiterte, weil gedopte Athletinnen vor ihr lagen
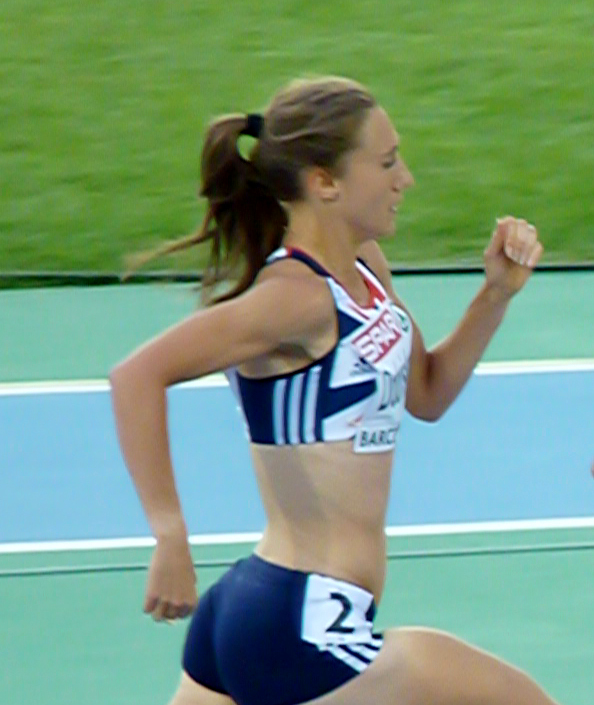
Lisa Dobriskey wurde die Halbfinalteilnahme durch gedopte Läuferinnen genommen
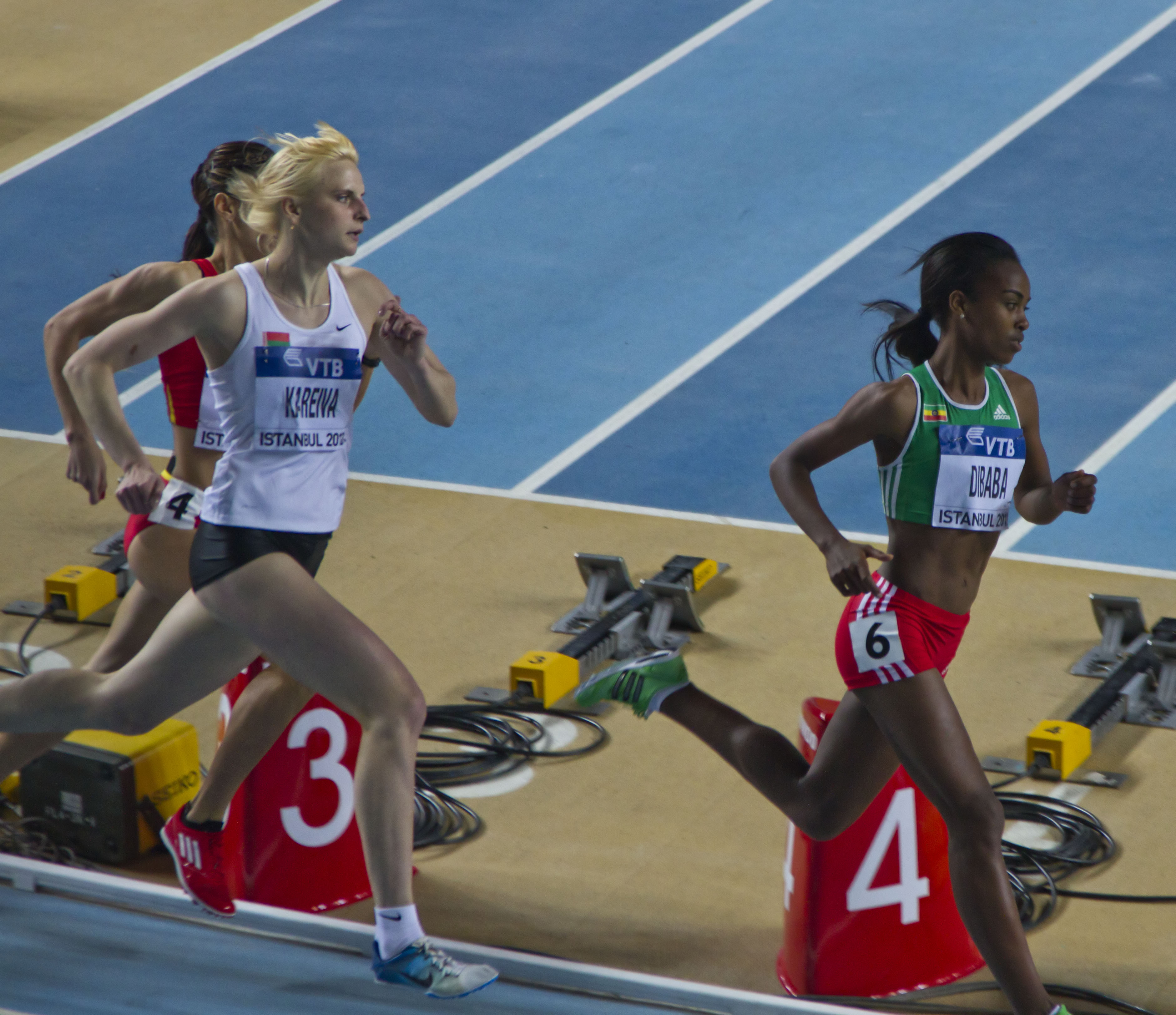
Natallja Karejwa – ausgeschieden, obwohl sie gedopt antrat

### Vorlauf 3

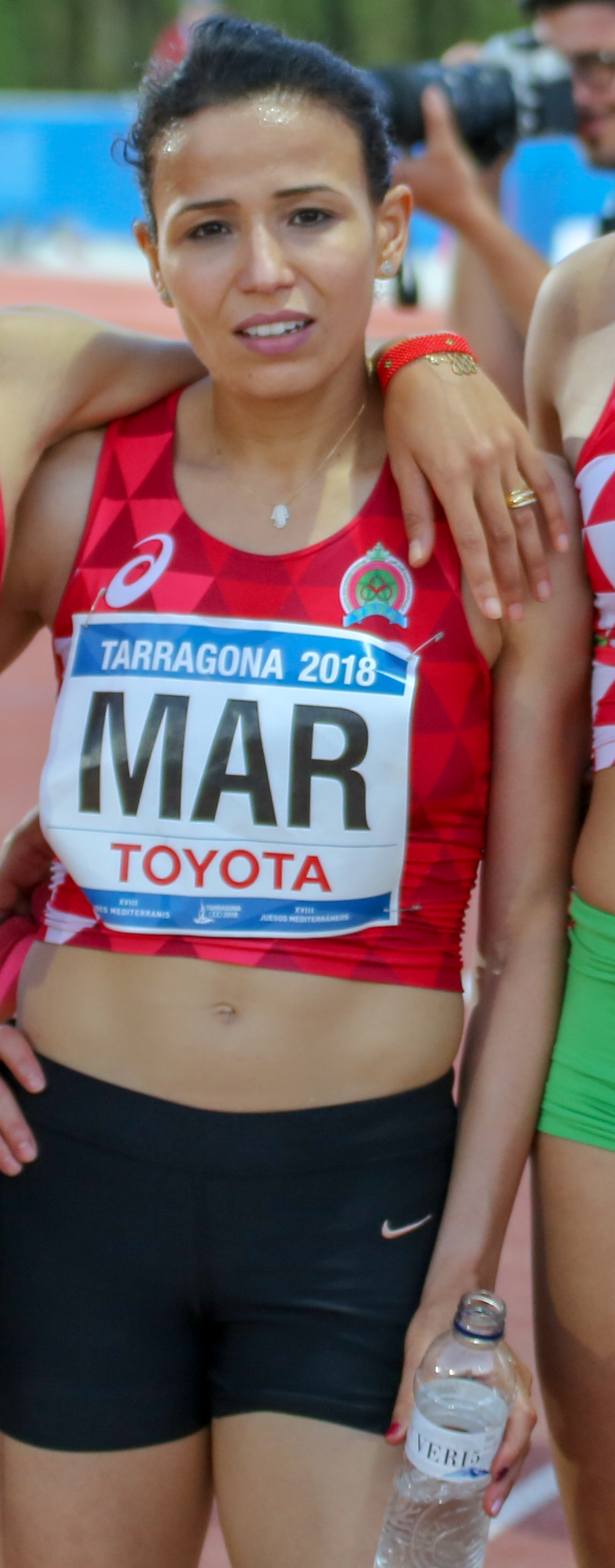
Malika Akkaoui gehörte zu den Läuferinnen, die ausschieden, weil gedopte Athletinnen besser waren

30. August 2011, 20:35 Uhr
| Platz | Name                   | Nation     | Zeit (min)                                         |
| ----- | ---------------------- | ---------- | -------------------------------------------------- |
| 1     | Maryam Yusuf Jamal     | Bahrain    | 4:07,04                                            |
| 2     | Nuria Fernández        | Spanien    | 4:07,29                                            |
| 3     | Morgan Uceny           | USA        | 4:07,43                                            |
| 4     | Hellen Obiri           | Kenia      | 4:07,59                                            |
| 5     | Gelete Burka           | Äthiopien  | 4:07,91                                            |
| 6     | Ingvill Måkestad Bovim | Norwegen   | 4:08,26                                            |
| 7     | Kaila McKnight         | Australien | 4:08,74                                            |
| 8     | Renata Pliś            | Polen      | 4:08,83                                            |
| 9     | Hanna Mischtschenko    | Ukraine    | 4:09,02                                            |
| 10    | Malika Akkaoui         | Marokko    | 4:14,79 eigentlich für das Halbfinale qualifiziert |
| DOP   | Jekaterina Martynowa   | Russland   | 4:07,76 für das Halbfinale zugelassen              |
| DOP   | Aslı Çakır Alptekin    | Türkei     | 4:08,05 für das Halbfinale zugelassen              |

## Halbfinale
In den beiden Halbfinalläufen qualifizierten sich die jeweils ersten fünf Athletinnen – hellblau unterlegt – sowie die darüber hinaus zwei zeitschnellsten Läuferinnen – hellgrün unterlegt – für das Finale.

### Halbfinallauf 1
30. August 2011, 20:35 Uhr
| Platz | Name                | Nation     | Zeit (min) |
| ----- | ------------------- | ---------- | ---------- |
| 1     | Tugba Karakaya      | Türkei     | 4:08,58    |
| 2     | Hellen Obiri        | Kenia      | 4:08,93    |
| 3     | Kalkidan Gezahegne  | Äthiopien  | 4:08,96    |
| 4     | Maryam Yusuf Jamal  | Bahrain    | 4:08,96    |
| 5     | Morgan Uceny        | USA        | 4:09,03    |
| 6     | Nuria Fernández     | Spanien    | 4:09,53    |
| 7     | Siham Hilali        | Marokko    | 4:09,64    |
| 8     | Hanna Mischtschenko | Ukraine    | 4:09,78    |
| 9     | Kaila McKnight      | Australien | 4:10,83    |
| 10    | Renata Pliś         | Polen      | 4:11,12    |
| 11    | Shannon Rowbury     | USA        | 4:11,49    |
| DOP   | Olesja Syrewa       | Russland   | 4:09,83    |
| DOP   | Natalja Jewdokimowa | Russland   | 4:11,70    |

Im ersten Halbfinale ausgeschiedene Läuferinnen:

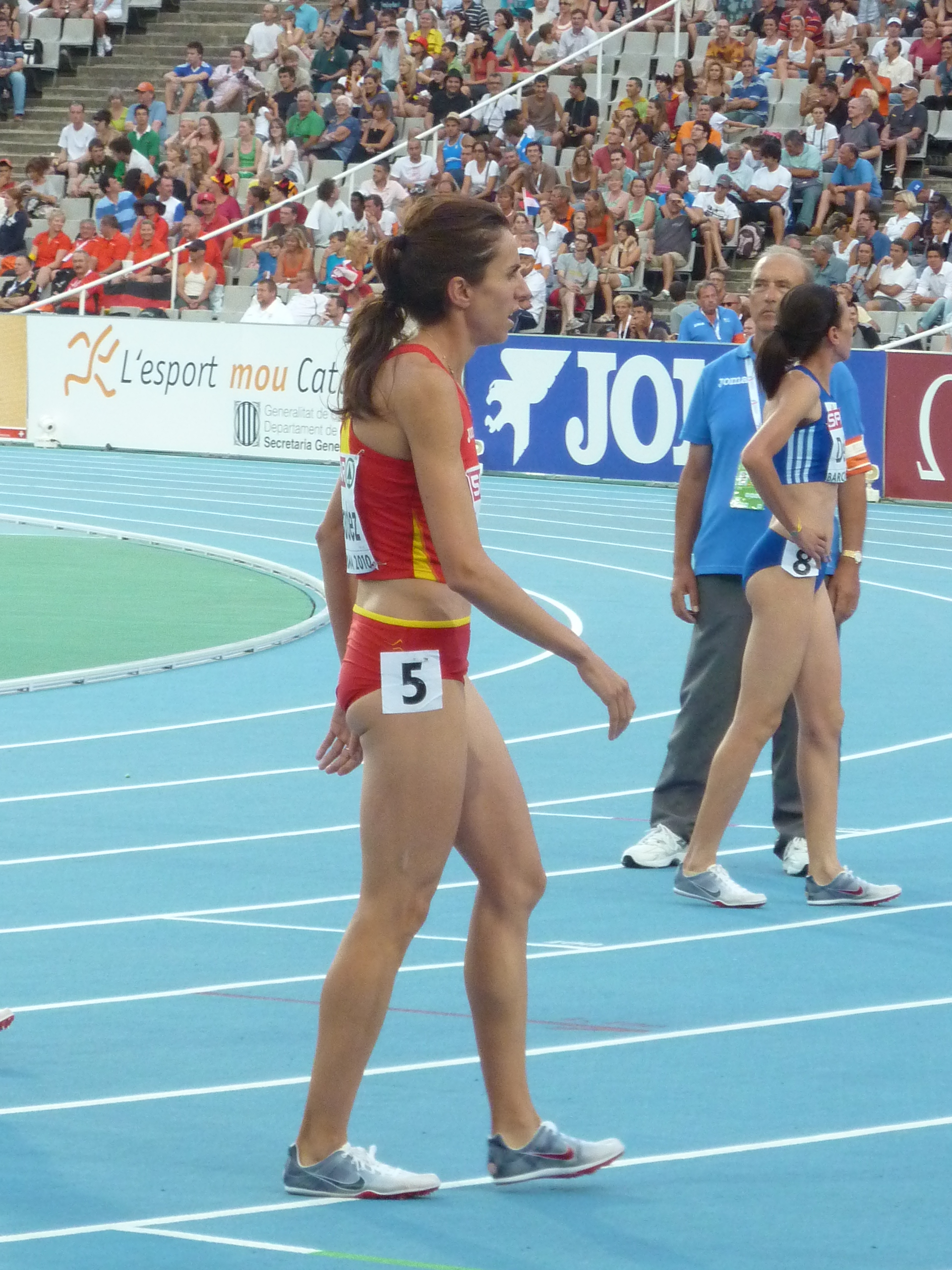
Nuria Fernández Rang sechs in 4:09,53 min
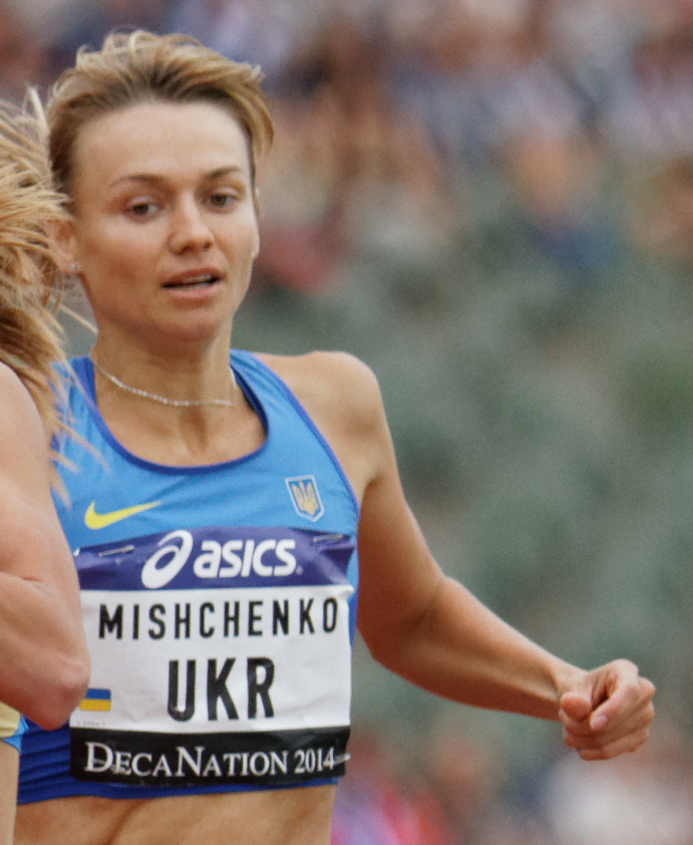
Hanna Mischtschenko Rang acht in 4:09,78 min
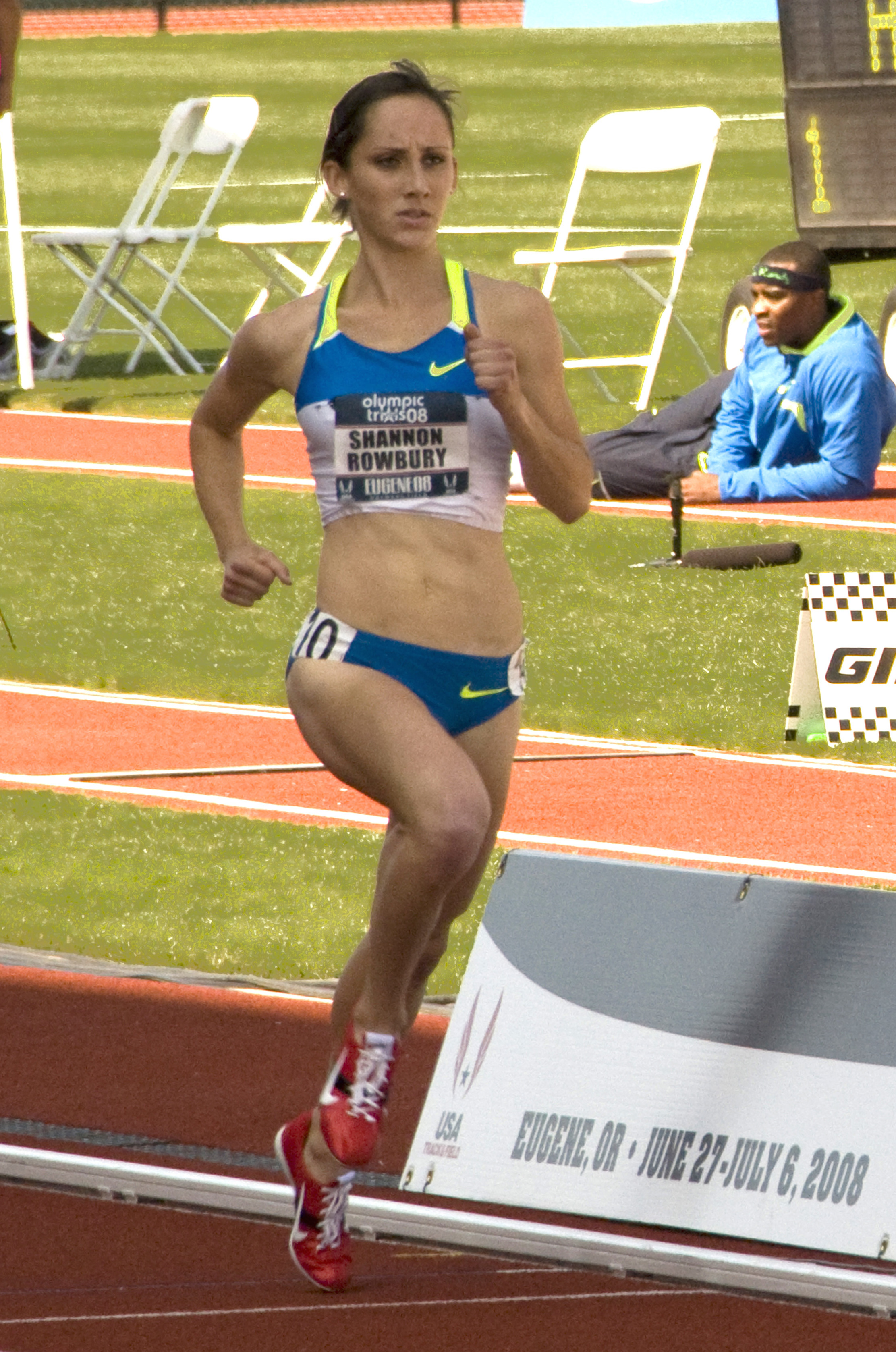
Shannon Rowbury Rang elf in 4:11,49 min

### Halbfinallauf 2
30. August 2011, 20:46 Uhr
| Platz | Name                   | Nation         | Zeit (min)                                     |
| ----- | ---------------------- | -------------- | ---------------------------------------------- |
| 1     | Natalia Rodríguez      | Spanien        | 4:07,88                                        |
| 2     | Jenny Simpson          | USA            | 4:07,90                                        |
| 3     | Ingvill Måkestad Bovim | Norwegen       | 4:08,03                                        |
| 4     | Btissam Lakhouad       | Marokko        | 4:08,10                                        |
| 5     | Hannah England         | Großbritannien | 4:08,31                                        |
| 6     | Mimi Belete            | Bahrain        | 4:08,42                                        |
| 7     | Viola Jelagat Kibiwot  | Kenia          | 4:08,64 eigentlich für das Finale qualifiziert |
| 8     | Nancy Jebet Langat     | Kenia          | 4:12,92                                        |
| DNF   | Gelete Burka           | Äthiopien      |                                                |
| DOP   | Natalija Tobias        | Ukraine        | 4:07,99 für das Finale zugelassen              |
| DOP   | Jekaterina Martynowa   | Russland       | 4:08,67                                        |
| DOP   | Aslı Çakır Alptekin    | Türkei         | 4:11,51                                        |

Im zweiten Halbfinale ausgeschiedene Läuferinnen:

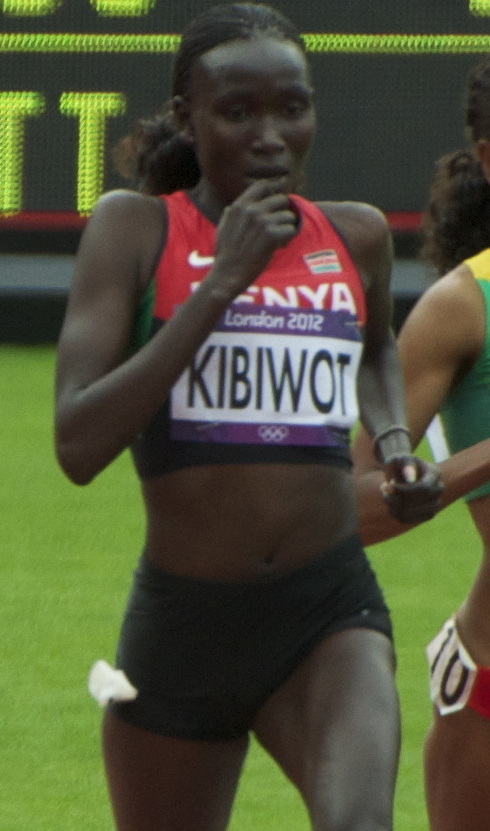
Viola Jelagat Kibiwot wäre ohne Teilnahme gedopter Athletinnen im Finale dabei gewesen
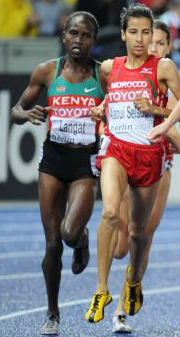
Nancy Jebet Langat (links) Rang acht in 4:12,92 min
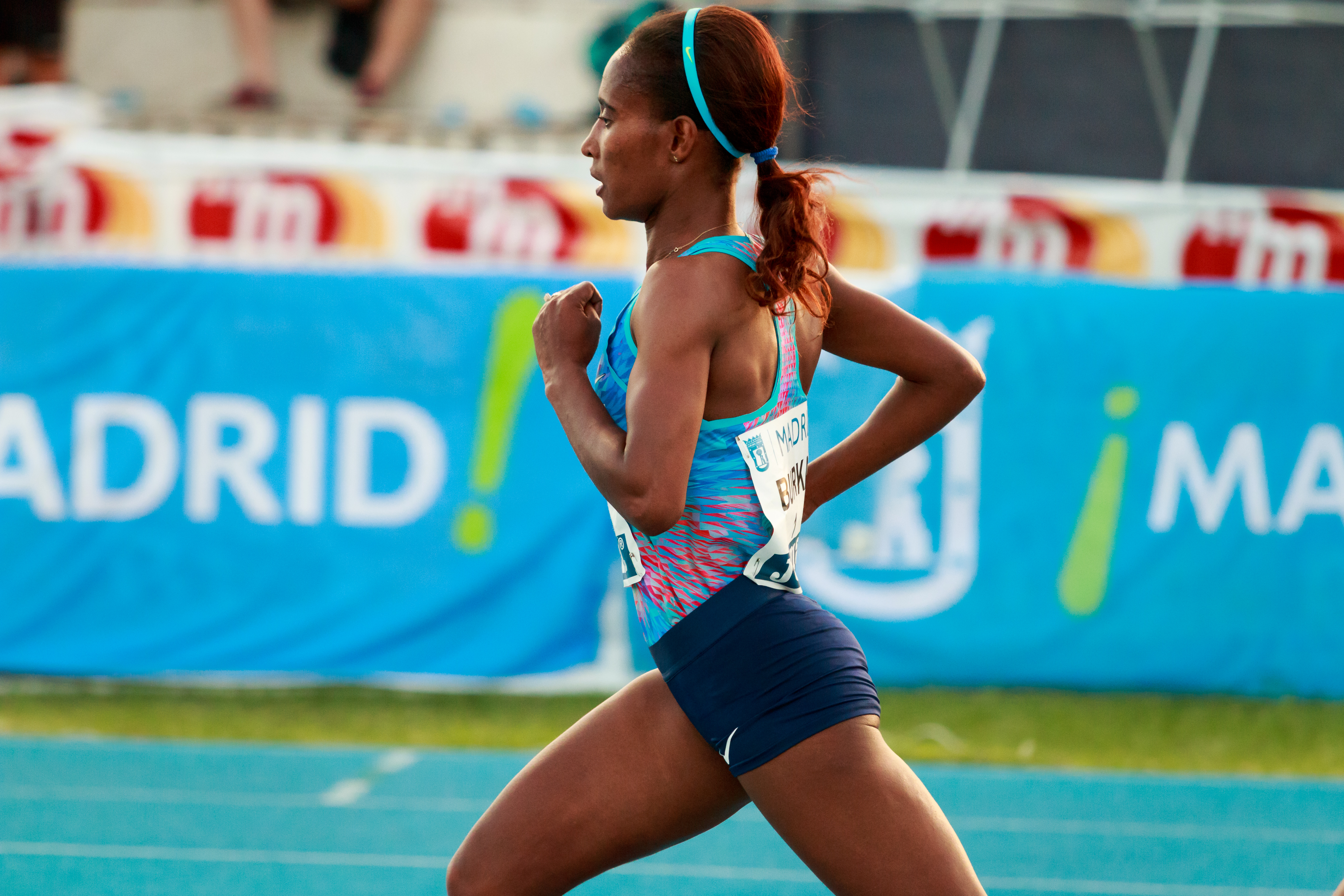
Gelete Burka nicht im Ziel
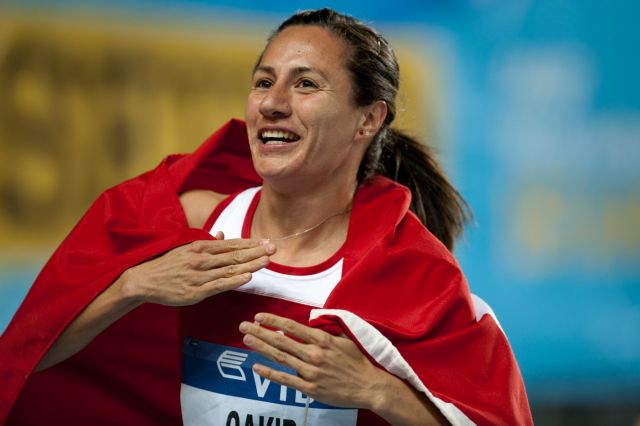
Die gedopte Aslı Çakır Alptekin schied im Halbfinale aus

## Finale

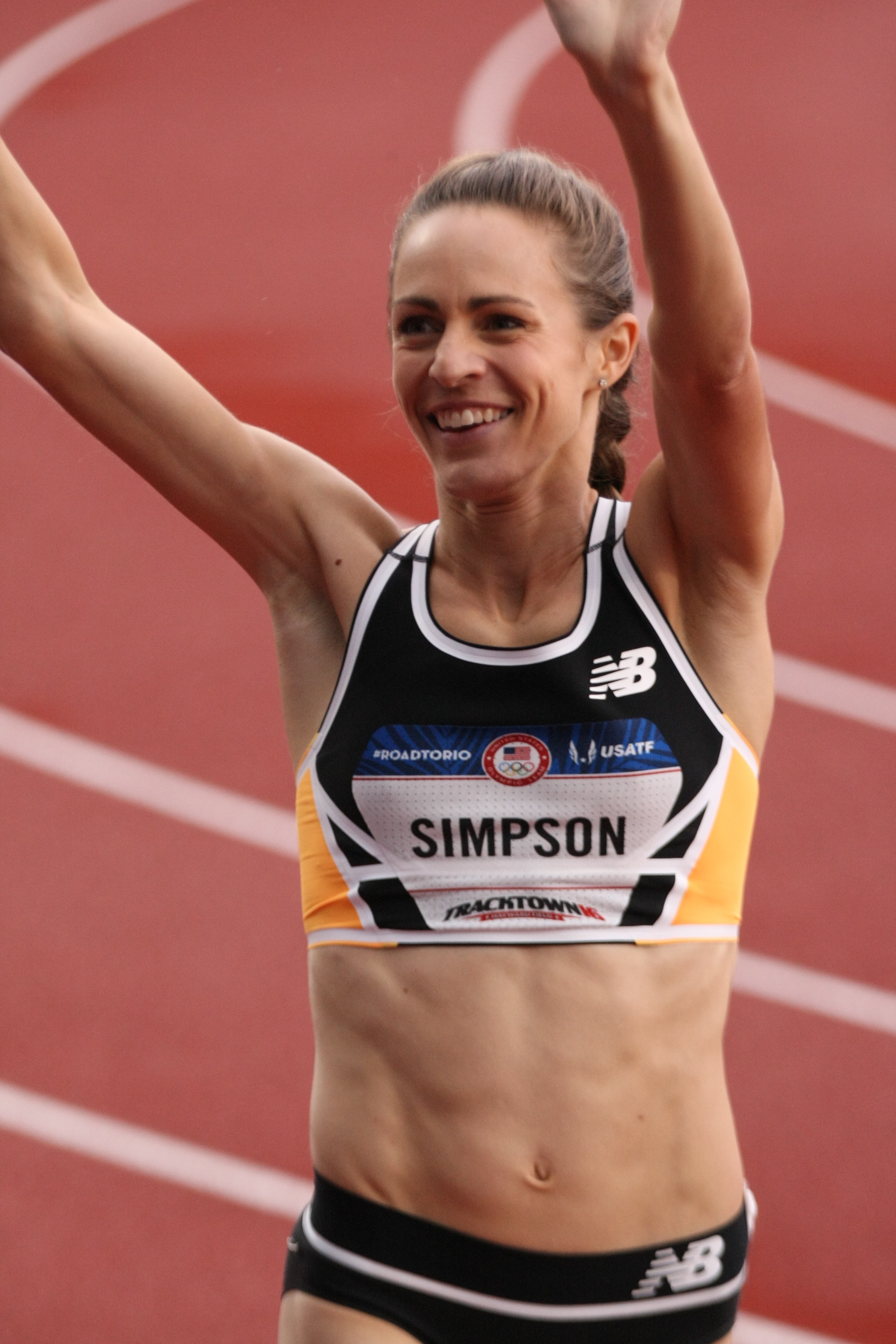
Weltmeisterin Jenny Simpson

1. September 2011, 20:55 Uhr
| Platz | Name                   | Nation         | Zeit (min) |
| ----- | ---------------------- | -------------- | ---------- |
| 1     | Jenny Simpson          | USA            | 4:05,40    |
| 2     | Hannah England         | Großbritannien | 4:05,68    |
| 3     | Natalia Rodríguez      | Spanien        | 4:05,87    |
| 4     | Btissam Lakhouad       | Marokko        | 4:06,18    |
| 5     | Kalkidan Gezahegne     | Äthiopien      | 4:06,42    |
| 6     | Ingvill Måkestad Bovim | Norwegen       | 4:06,85    |
| 7     | Mimi Belete            | Bahrain        | 4:07,60    |
| 8     | Tugba Karakaya         | Türkei         | 4:08,14    |
| 9     | Morgan Uceny           | USA            | 4:19,71    |
| 10    | Hellen Obiri           | Kenia          | 4:20,23    |
| 11    | Maryam Yusuf Jamal     | Bahrain        | 4:22,67    |
| DOP   | Natalija Tobias        | Ukraine        | 4:08,68    |

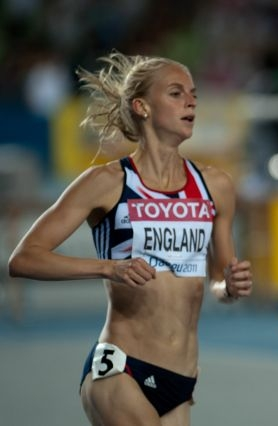
Vizeweltmeisterin Hannah England
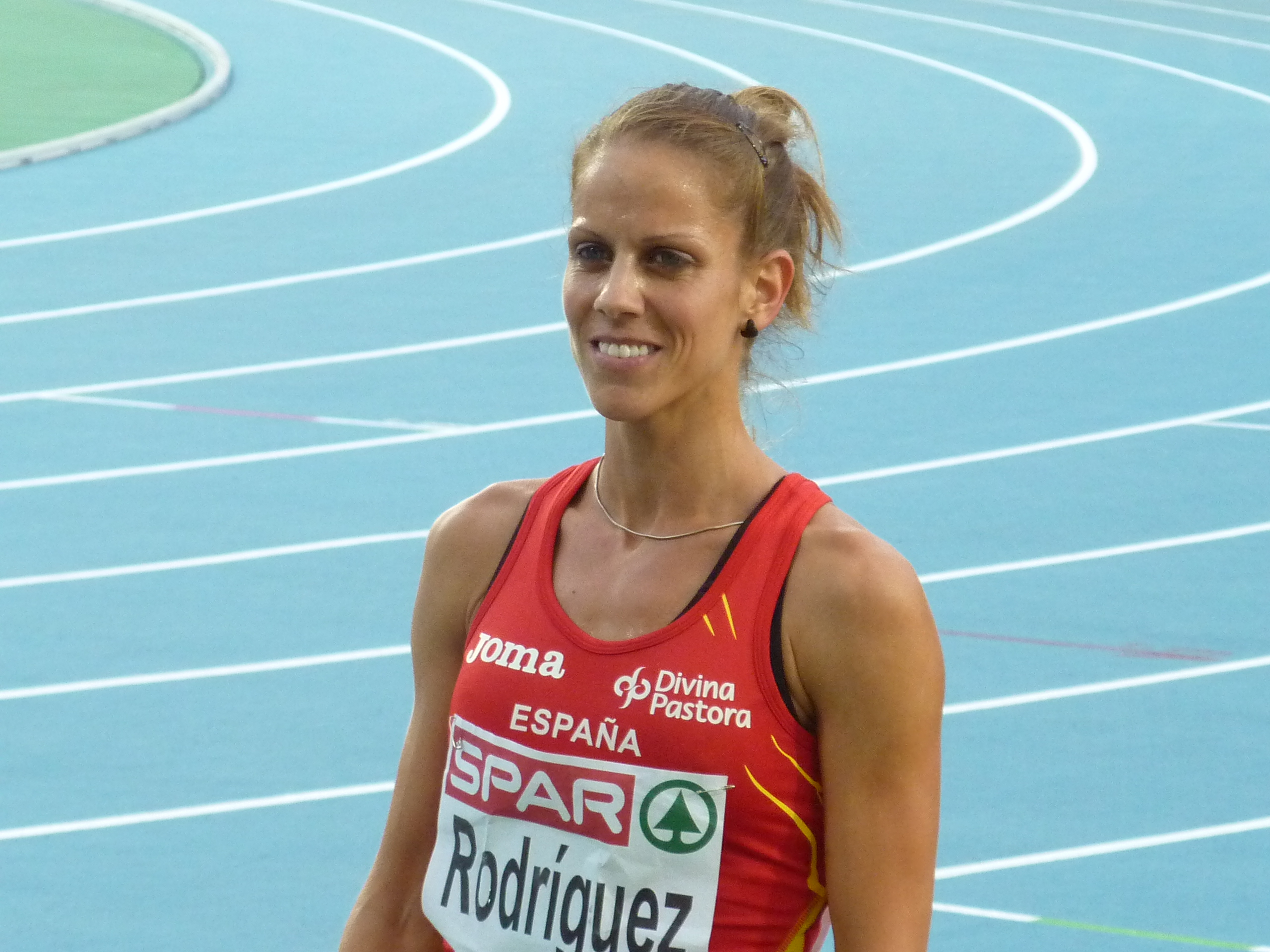
Bronzemedaillengewinnerin Natalia Rodríguez

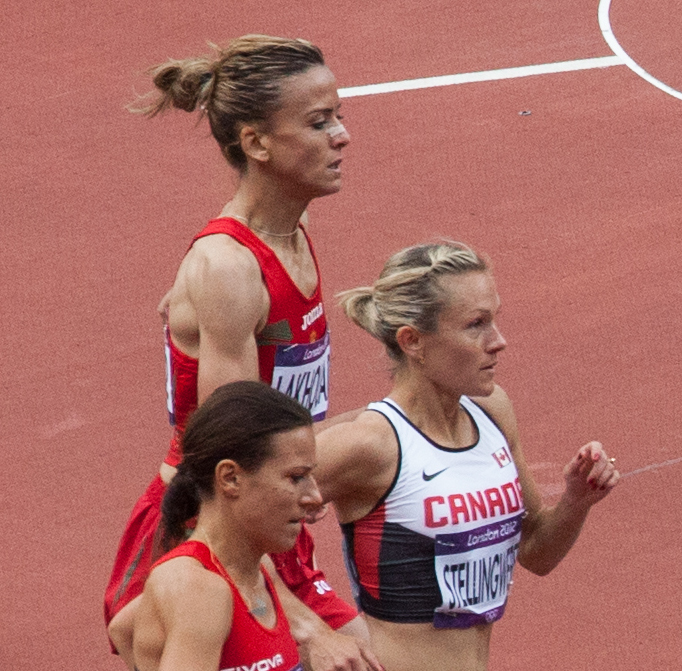
Btissam Lakhouad (innen) kam auf den vierten Platz
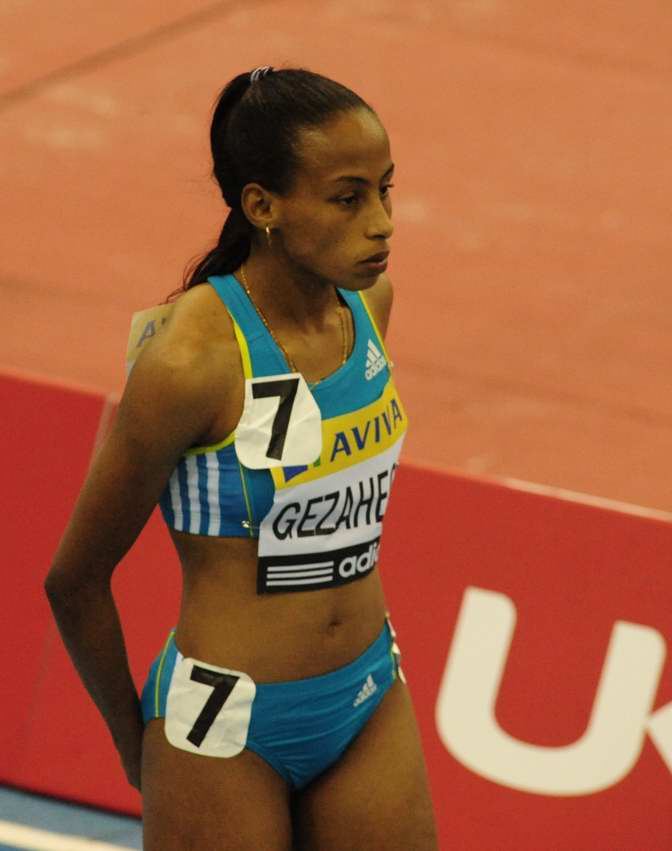
Kalkidan Gezahegne belegte Rang fünf
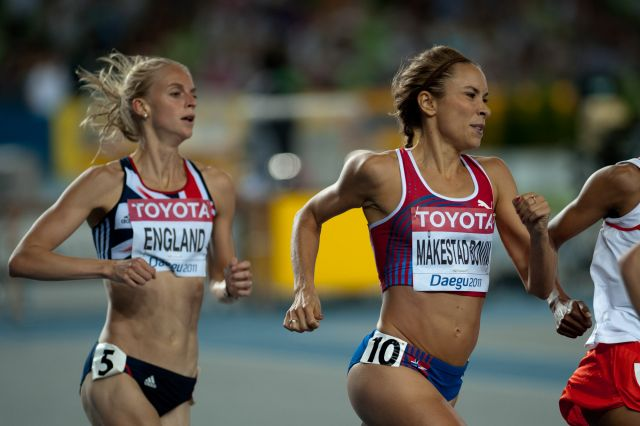
Die am Ende sechstplatzierte Ingvill Måkestad Bovim lag hier im Finale noch vor Silbermedaillengewinnerin Hannah England
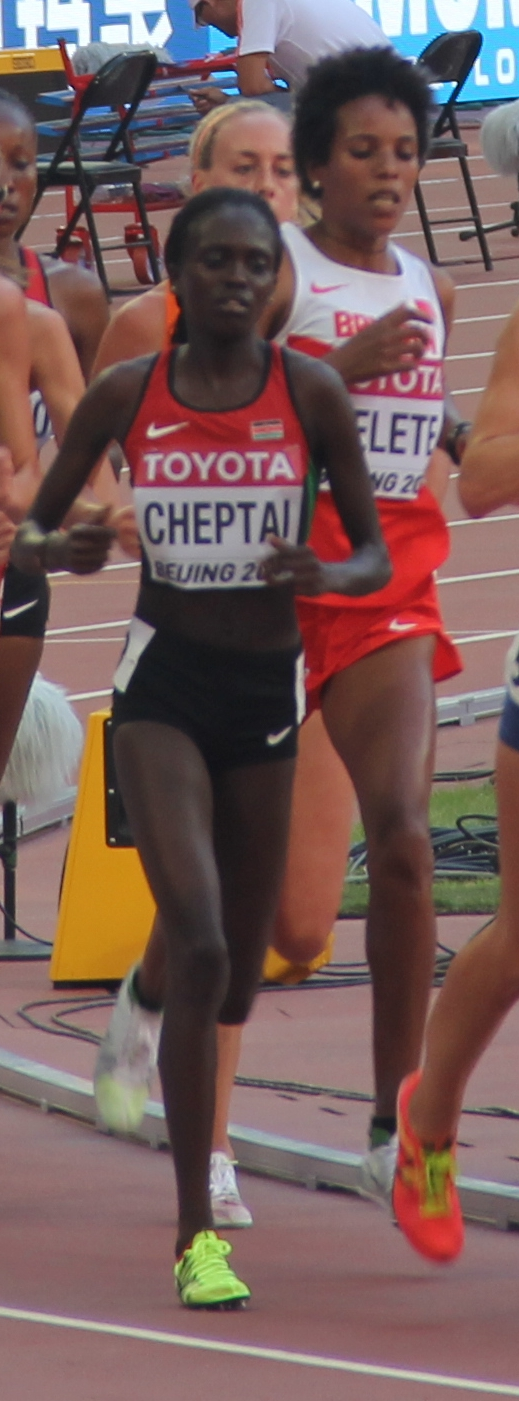
Mimi Belete (rechts) erreichte Platz sieben
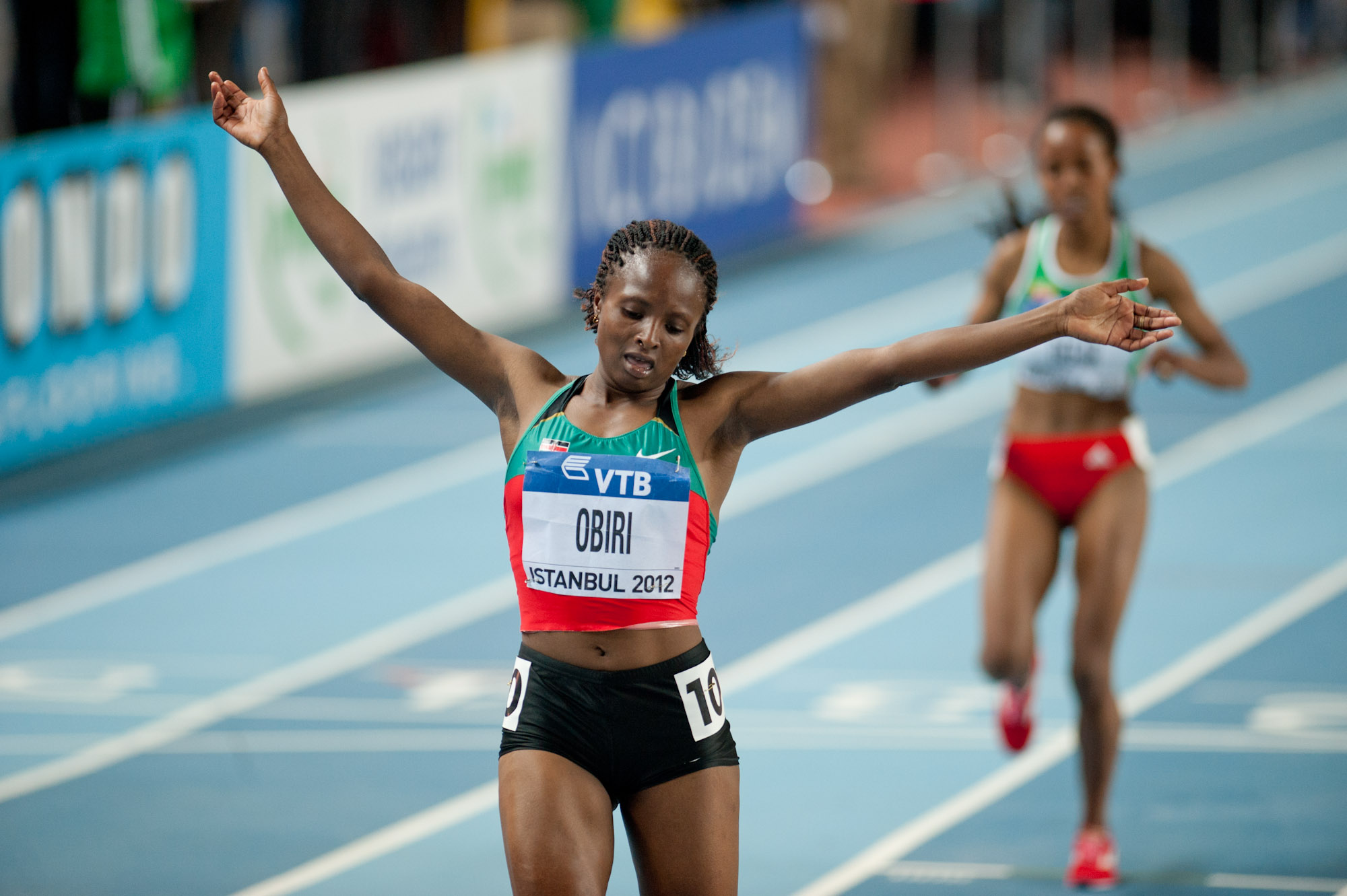
Hellen Obiri wurde Zehnte
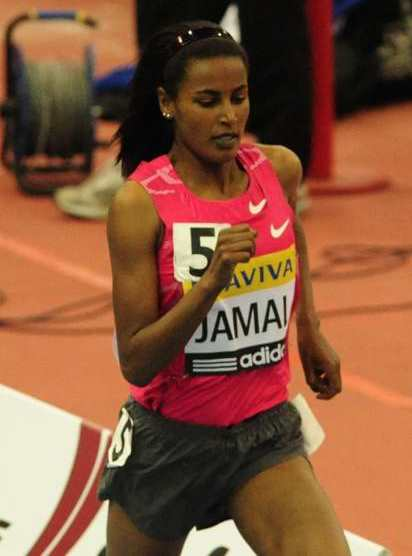
Die zweifache Weltmeisterin (2007/2009) Maryam Yusuf Jamal musste mit Rang elf zufrieden sein
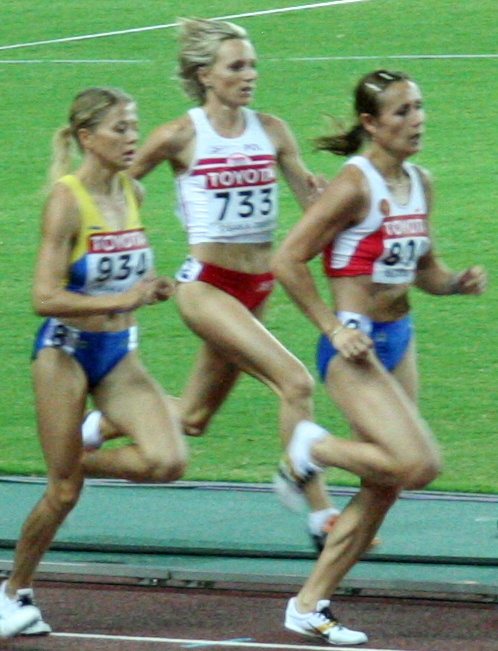
Natalija Tobias (gelbes Trikot) war eine von sieben gedopten Athletinnen in diesem Wettbewerb

## Video
- 1500 Metres women Final IAAF World Championships Daegu 2011, youtube.com, abgerufen am 3. Januar 2021